# Teoktyst (Igumnow)
Teoktyst, imię świeckie Andriej Lwowicz Igumnow (ur. 3 sierpnia 1977 w Charkowie) – rosyjski biskup prawosławny.

## Życiorys
Ukończył szkołę średnią w Wotkińsku, a następnie studia na Iżewskim Państwowym Uniwersytecie Technicznym, gdzie w 1999 r. uzyskał dyplom na kierunku narzędzia i metody diagnostyki medycznej. W latach 1999–2002 kontynuował naukę na studiach doktoranckich, równocześnie pracując jako inżynier programista w centrum naukowo-technicznym Woschod oraz w firmie „Gorswiet”. Od 2001 r. był również związany z parafią katedralną św. Aleksandra Newskiego w Iżewsku.
2 czerwca 2002 r. w soborze św. Aleksandra Newskiego został wyświęcony na diakona przez arcybiskupa iżewskiego i udmurckiego Mikołaja. Służył w soborze katedralnym oraz towarzyszył biskupowi podczas wizyt kanonicznych. W 2007 r. podjął naukę w trybie dziennym w seminarium duchownym w Moskwie. 6 kwietnia 2008 r. przyjął święcenia kapłańskie z rąk arcybiskupa wieriejskiego Eugeniusza. 16 marca 2010 r. ten sam hierarcha postrzygł go na mnicha, nadając mu imię zakonne Teoktyst. W trakcie nauki ks. Igumnow, a następnie mnich Teoktyst służył w Monasterze Dońskim w Moskwie. Seminarium ukończył w 2010 r., zaś dwa lata później ukończył studia magisterskie na Moskiewskiej Akademii Duchownej na podstawie pracy poświęconej księgom Ozeasza i Ezechiela. W latach 2012–2014 był kapelanem wojskowym w jednostce nr 68010, od maja do grudnia 2014 r. służył w cerkwi św. Józefa Wołockiego przy Radzie Wydawniczej Rosyjskiej Cerkwi Prawosławnej, zaś w grudniu 2014 r. został proboszczem parafii Narodzenia Pańskiego w Moskwie–Mitinie. Od 2013 r. pracował w Radzie Wydawniczej Kościoła. Był kolejno p.o. kierownika sekretariatu projektów naukowo-badawczych i programów specjalnych, asystenta przewodniczącego Rady, zastępcy przewodniczącego Rady Wydawniczej, a także członka kolegium recenzentów i przewodniczącego komisji ds. kontroli rozpowszechniania wydawnictw cerkiewnych na terenie eparchii moskiewskiej. Od września 2015 r. był prowadzącym programy „Ewangelie dnia” oraz „Czytania na Wielki Post” w radiu „Wiera”.
14 maja 2018 r. został nominowany na biskupa gorodiszczeńskiego, wikariusza eparchii wołgogradzkiej. Dzień później otrzymał godność archimandryty. Jego chirotonia biskupia miała miejsce 3 czerwca tego samego roku w soborze Chrystusa Zbawiciela w Moskwie, pod przewodnictwem patriarchy moskiewskiego i całej Rusi Cyryla. W 2018 r. został ordynariuszem eparchii peresławskiej.